# 여준구
여준구(1958년~)는 대한민국의 로봇공학자이다.

## 학력
1981년 서울대 기계설계학과 졸업

1986년 오리건주립대학교 대학원 기계공학 박사

## 경력
1986~2004년 하와이주립대학교 기계공학과 교수 / 대학원 학과장

2001~2005년 미국 국립과학재단 프로그램 매니저 / 프로그램 디렉터

2005~2006년 미국 국립과학재단 동아시아태평양 지역 디렉터(도쿄)

2006~2013년 한국항공대학교 5대, 6대 총장

2014년 KIST 로봇융합연구소장

2019년 한국로봇융합연구원장

## 같이 보기
- 지능형 로봇
- 로봇산업
- 로봇인
- 로봇공학자